# 西田有志
西田有志（日语：／ Yūji Nishida，2000年1月30日—）是一名日本男子排球運動員，為日本國家男子排球隊之副隊長。曾效力於義大利排球聯賽的Volley Callipo俱樂部，2022-23賽季回歸日本排球聯賽V1球隊捷太格特Stings，2023年6月底宣布轉隊至同屬V1的松下黑豹。配偶為日本國家女子排球隊隊長古賀紗理那。
西田17歲時於2018年1月6日在V聯賽的捷太格特Stings首次亮相。他在出道賽上表現亮眼，獲得先發第六的位置 且因表現優異，亦獲選為日本國家男子排球隊的一員。2021年時，西田代表日本参加东京奥运会。
他在2018年男子排球國家聯賽中首次代表日本國家隊出場，也是是2018年日本男排和國際排聯杯决賽名單中最年輕的球員之一。同年6月，其在日本11年來首次戰勝意大利的比赛中發揮關鍵作用，共獲得24分（包含21次扣球和3記發球得分）。9月，在2018年VNL對阿根廷的比赛中，西田成為有史以来最年輕單場得分30分的球員 。
2019年6月，西田在對陣保加利亚的比赛中單場打出7記發球得分，打破當時VNL歷史上的單場發球得分紀錄

## 早期生涯

### 小学時期
西田因受哥哥姊姊影響，开始打排球，并与哥哥一起加入同一支球队。他將精力都投入到和球队一起的训练中，第二年時他已能上場比赛，第三年成为固定成員。
2008年時，在電視上觀看北京奧運的西田，注意力被和他一样是左撇子的清水邦廣吸引，使他萌生想参加奥运会比賽的念頭。
小学四年级时，西田实现了在三重县赢得第 29 届全日本排球锦标赛的巨大目标。
小学六年级时，他成为队长，带领球队夺得三重县排球联合会会长杯。

### 中學時期
西田獲得参加在三重县四日市的海星高等學校排球俱乐部的练习機會，並从新生開始就是固定成员。他在那里的表现引起当时的球隊经理和队长的注意。同年6月，在隊長的推荐下，加入了初中社團队“NFO海洋之星”。
2013年3月，西田入选三重县北勢町U-14队。同年8月入选三重县縣隊，并在12月举辦的青少年奥林匹克杯中與來自日本各地的初中球队同台竞技。
升高中時，他拒绝了所有三重縣内的排球豪強高中的招募，选择就讀於从未入選過國家隊、但在县內比赛中表现出色的海星高校。然而，2016年2月時，海星高校在三重县高中新人排球锦标赛、4月的春季锦标赛和5月的三重县高中综合运动会（Interhigh Preliminary Qualification）中，都只獲得亞軍。为了变得更強，他决定加入当地俱乐部球队Veertian Mie新成立的 U-19青年隊，在那里定期与天理大学進行练习。六月，获得三重县青少年排球锦标赛U-19男子组冠军，九月获得全国冠军。西田作为該届比赛的杰出球员获得了日本青年俱乐部排球联合会奖。

## 职业生涯

#### 2017/18赛季
2017年3月，西田因征战2017年亚洲男子U19男排锦标赛而入选日本19岁以下男子排球队国家隊，但在比赛中主要作为替补出场。且那次比賽是日本队首次夺得U19金牌。  同年10月，他收到了捷太格特Stings的入會邀請。
西田的V聯賽首秀是2018年1月6日对阵堺Blazers的比赛，當時他只有18歲。 他第一局中被換上場。尽管當時他們以直落二输掉比赛，但西田以15次扣球，10次得分，以及66.7％的高进攻决率发挥了作用。隔天，他於对阵JT雷霆队的比赛中上場，拿下全队最高的26分，以56.4%的高进攻率大展身手。球队以 2-3 的比分输掉了比赛。捷太格特在赛季中获得第 6 名并晋级六強，但未能取得更好成績，输给了松下黑豹并获得亚军。但西田获得了若鷲賞（最優秀新人賞）。 

#### 2018/19赛季
高中毕业后的同年4月，西田第一次被征召到国家男排队。他于2018年5月25日在法国鲁昂举办的首场国家联赛中第一次代表国家出场。他率先之对澳比赛中出場，打满四局，得15分。在大阪市中央体育馆举行的『日本回合』第三周，球队连续两场輸給保加利亚和波兰，后又對陣意大利。打满全场的西田拿下24分（其中包括3个ace球），是两队中的最佳得分手，更讓日本隊大獲全勝。這是日本队十一年来首次以全盘獲胜之姿战胜世锦赛的三年强队，最终日本以6胜9负排在第12位。

#### 2020/21赛季
2020年2月，為了因應即將到來的2020年東京奧運，日本隊於多場比賽中出戰。但4月舉行的『2020有明競技場測試賽東京挑戰杯』因日本新冠肺炎大流行大流行而被取消。 因此，球隊在沒有外部人士的情況下，進行內部競爭。
12月，在日本天皇杯上，捷太格特Stings以3比1擊敗松下黑豹，以第一名的成績勝利。 西田發球得4分，進攻得30分，攔網得3分。
在V聯賽季中，捷太格特Stings獲得23勝11負的成績，以第四名作收。西田共得分899分，是本賽季第二名得分手，而在日本選手中排名第一。他的每局攔網數從上個賽季的0.49增加到這個賽季的0.61，且他是發球得分率最高的選手。

#### 2021/22赛季
2021年4月5日，日本排球协会（JVA）於官網公布本赛季日本国家队的名单 ，西田成功入選。 5月，JVA举行『日本排球国际友谊赛-东京挑战赛2021』，以备战7月的東京奧運，他於兩場比賽中擔任先發。 日本队分别以 3-2 和 3-1 的比分击败中国队。  
随后在日本国家队內部的『男子排球红白對抗賽』中，西田在8日的比賽中擔任先發球員 。首局比赛時，西田因拦网落地后右脚踝受伤，无法自行行走，被抬出场外並送往医院治療。球队主教练表示：「西田服用了止痛藥，診斷结果顯示並没有骨折，而是右脚踝扭伤。除次之外都必須进一步的详细检查。  」縱使西田还没完全康复，他依舊在意大利里米尼举行的2021年男子排球國家聯賽國家隊名單中 。賽事第三周時他短暫复出，在对阵波兰的比赛中作为替补出場，在对阵保加利亚的比赛中作为首发出场，協助日本队以直落二取胜，成为該場比賽中的最佳得分手。
6月21日，日本排球协会公布了2020年东京奥运会日本队的名单，西田亦入選且擔綱首發陣容。日本隊以3-1击败加拿大，他以23分獲得該場比賽中的最佳得分手 。八強賽時，日本队需要贏過勁敵伊朗才能晋级，其中西田独得30分，成为全场最佳得分手，協助日本隊时隔29年晋级八強 。此外，他成为第一个在2020年东京奥运会男子项目中打破30分得分记录的选手，亦是贏球得分制引入以来的第十位选手兼第一位日本选手 。
8月9日，西田宣布他将于2021-22赛季转会到義大利排球聯賽並效力于Volley Callipo俱乐部。  11月3日 (UTC+1)，西田與時任日本男排隊長石川祐希於義甲聯賽上相遇，是史上初次有日本選手在義甲排球聯賽上對決，最終西田所屬隊以0-3敗給石川所屬隊米蘭力量排球。

## 榮譽

### 国家队
- 2019年亞洲男子排球錦標賽——铜牌
- 2023年男子排球國家聯賽——铜牌
- 2023年亞洲男子排球錦標賽——金牌
- 2024年男子排球國家聯賽——銀牌

#### 青年国家队
- 2017年亚洲男子U19排球锦标赛——金牌

### 个人
- 2018年 第67回黑鷲旗全日本男女選拔排球大會 — 若鷲賞（最優秀新人賞）
- 2018年 第67回黑鷲旗全日本男女選拔排球大會 — 敢闘賞
- 2018年 第67回黑鷲旗全日本男女選拔排球大會 — 最佳6人
- 2018-19 V聯賽 — 年度新秀[43]
- 2018-19 V聯賽 — 最佳發球手[44]
- 2019 亚洲男排锦标赛— 最佳發球手
- 2019年世界盃男子排球賽——最佳副攻手[45]
- 2019年世界盃男子排球賽 — 最佳發球手[46]

- 2019-20 V聯賽 — 最高殊勲選手賞（MVP）[47]
- 2019-20 V聯賽 — 最佳得分手[48]
- 2019-20 V聯賽 — 最佳發球手[49] [50]
- 2019-20 V聯賽 — 最佳副攻手
- 2019-20 V聯賽 — 最佳6人
- 2020-21 V聯賽 — 日本記錄獎（最多得分部門（833 分）） [51] [52]
- 2023年天皇杯·皇后杯全日本排球選手權大會—最有價值球員
- 2023-24 V聯賽 — 最佳發球手

### 團體

#### 俱乐部聯賽
- 2019-20 V联赛—冠军，所屬隊捷太格特Stings [53]
- 2020年天皇杯·皇后杯全日本排球選手權大會—冠军，所屬隊捷太格特Stings [54] [55] [56]
- 2022年天皇杯·皇后杯全日本排球選手權大會—冠軍，所屬隊捷太格特Stings
- 2023年天皇杯·皇后杯全日本排球選手權大會—冠軍，所屬隊松下黑豹
- 2023-24 V聯賽—亞軍，所屬隊松下黑豹

## 个人生活
- 西田在看到姐姐打排球后跟著开始打排球。
- 他的愛好是看电影和购物。
- 他有一个比他大8岁的姐姐和一个比他大6岁的哥哥。 [14]
- 曾在采访中提到過自己的偶像是石川祐希、柳田將洋、米扎爾·庫比亞克和淺野博亮。[57][58]
- 2020年，日本運動用品品牌亞瑟士（ASICS）宣布贊助其職業生涯[59]
- 2021年2月，与Zamst簽約，宣布成為其下贊助運動員。 [60] [61]
- 2022年12月31日於社交平台上宣布和日本女子排球運動員古賀紗理那結婚。[62]

## 外部連結
- 西田有志的X（前Twitter）
- 西田有志的Instagram帳戶
- 捷太 （页面存档备份，存于）格特Stings官网西田有志简介
- 日本选手西田 （页面存档备份，存于）有志在2020東京奧運olympic.com 上的精彩剪影
- 西田有志に备わった强力スパイク、サーブだけじゃない武器とは？ （页面存档备份，存于） at number.bunshun.jp
- 东京奥运会：西田 （页面存档备份，存于）有志在《印度时报》的相關報導
- 西田有志が振り返る东京五轮ベスト8とブラジル戦の涙、爱着あるジェイテクトロ离れイタリアへ「常识にとらわれないた （页面存档备份，存于）数。
- 西田有志のイタリア挑戦は背番号「２」でスタート。バルドヴィン监督「四级の获得は我々の念愿だった」 （页面存档备份，存于） at Yahoo!日本

| 獎項                 | 獎項                   | 獎項       |
| -------------------- | ---------------------- | ---------- |
| 前任： 伊萬·扎伊采夫 | 世界盃 最佳副攻手 2019 | 繼任： TBD |